# Ione
Ione (en grec antic Ἰόνη) va ser, segons la mitologia grega, una de les cinquanta Nereides, filla de Nereu, un déu marí fill de Pontos, i de Doris, una nimfa filla d'Oceà i de Tetis. Tenia un únic germà, Nèrites.
Només la menciona Apol·lodor, a la llista que dona amb el nom de les nereides.